# Kaplica Najświętszego Serca Pana Jezusa w Dębowcu
Kaplica Najświętszego Serca Pana Jezusa w Dębowcu – kaplica rzymskokatolicka w Dębowcu pod wezwaniem Najświętszego Serca Pana Jezusa. Należy do parafii św. Michała Archanioła w Prudniku, posługę duszpasterską pełnią franciszkanie z kościoła św. Józefa w Prudniku-Lesie.

## Historia
Pierwsza drewniana kaplica w Dębowcu wzniesiona w 1825 została zniszczona w wyniku pożaru. Obecna murowana kaplica została wybudowana w 1889 przez mieszkańców Dębowca stylu neogotyckim pod kierunkiem franciszkanów z kościoła św. Józefa w Prudniku-Lesie. Rozmach przy jej budowie sprawił, że była większa niż planowano. Z tego powodu Rada Gminy w Prudniku zarzucała przedstawicielom wsi zbudowanie „pałacu z wieżą i żelaznymi oknami”. Proboszcz Gerntke poświęcił świątynię 1 lipca 1894.
Od sierpnia do października 2013 Przedsiębiorstwo Remontowo-Budowlane Kamionek Henryka Włochowicza przeprowadziło kompleksowe prace budowlane na terenie kaplicy. Środki na remont uzyskano z funduszy Unii Europejskiej i funduszy franciszkańskich. Całkowita wartość remontu wyniosła 147 962,11 zł. 26 października 2013 odbyło się ponowne poświęcenie świątyni przez dziekana Piotra Sznurę przy obecności proboszcza Stanisława Bogaczewicza oraz gwardiana Wita Bołda.

## Architektura
Kaplica została wzniesiona na planie prostokąta z trójbocznie zamkniętą absydą. Znajduje się w centrum wsi, przy drodze do Jindřichova. Frontem zwrócona jest na południe. Na elewacji wschodniej i zachodniej znajdują się po dwa zamknięte ostrym łukiem okna z wypełnione witrażami o symbolice maryjnej: Królowa Apostołów, Męczenników, Dziewic, Pokoju. Przed kaplicą stoi marmurowy krzyż.